# Mary Radcliffe
Mary Radcliffe, född 1550, död 1617, var en engelsk hovfunktionär. 
Hon var hovdam till Elisabet I mellan 1561 och 1603. Hon var en av endast två av Elisabets hovdamer som aldrig gifte sig; den andra var Blanche Parry. Hon omtalas vid flera tillfällen av samtida vittnen under sin långa tid som hovdam. 
Från 1587 var hon ansvarig för drottningens juveler. Efter Elisabets död 1603 fick hon och Catherine Howard, grevinna av Suffolk ansvaret att sammanställa en inventering av Elisabets juveler för nästa monark. 